# U–802
Az U–802 tengeralattjárót a német haditengerészet rendelte a brémai Deutsche Schiff und Maschinenbau AG-től 1940. december 7-én. A hajót 1943. június 12-én vették hadrendbe. Négy harci küldetése volt, egy hajót süllyesztett el.

## Pályafutása
Az U–802 1944. január 29-én futott ki első járőrútjára, kapitánya Helmut Schmoeckel volt. Március 22-én a tengeralattjáró megtorpedózta a kanadai Watuka teherhajót, amely 1998 tonna szenet szállított. A 26 tagú legénység egy tagja meghalt, a többieket a HMCS Anticosti felfegyverzett halászhajó vette fedélzetére. Április 28-án egy Vickers Wellington harci gép mélységi bombákat dobott a búvárhajóra a Vizcayai-öbölben, de az sértetlenül vészelte át a támadást.
Második küldetése 18 napig, a harmadik 120 napig tartott. Utóbbi során egészen a Szent-Lőrinc-folyó torkolatáig hajózott. Augusztus 19-én a USS Bogue repülői mélységi bombákat dobtak a tengeralattjáróra, de csak kisebb károkat okoztak. Augusztus 18-án újabb légitámadást, majd szeptember 14-én rombolótámadást élt túl az U–802, amely 1944. november 12-én futott be Bergenbe.
1945. május 3-án a tengeralattjáró megkezdte utolsó harci küldetését, így a német kapituláció a tengeren érte. Május 11-én legénysége megadta magát a skóciai Loch Eribollnál. A búvárhajó később áthajózott az észak-írországi Lisahallybe, majd a szövetségesek december 31-én, a Deadlight hadművelet keretében megsemmisítették.

## Kapitányok
| Név               | Kezdőnap           | Zárónap            |
| ----------------- | ------------------ | ------------------ |
| Rolf Steinhaus    | 1943. június 12.   | 1943. december 12. |
| Helmut Schmoeckel | 1943. december 13. | 1945. május 11.    |

## Őrjárat
| Indulás      | Indulónap         | Érkezés      | Zárónap            |
| ------------ | ----------------- | ------------ | ------------------ |
| Kiel         | 1944. január 29.  | Lorient      | 1944. május 2.     |
| Lorient      | 1944. június 22.  | Lorient      | 1944. július 9.    |
| Lorient      | 1944. július 16.  | Bergen       | 1944. november 12. |
| Kristiansand | 1945. április 28. | Loch Eriboll | 1945. május 11.    |

## Elsüllyesztett hajó
| Dátum             | Hajó neve | Nemzetisége | Brt  | Konvoj |
| ----------------- | --------- | ----------- | ---- | ------ |
| 1944. március 22. | Watuka    | Kanada      | 1621 | SH–125 |